# João Fanfa Ribas
João Fanfa Ribas (Porto Alegre, 1º de abril de 1869 — Rio de Janeiro, 14 de julho de 1955) foi um político brasileiro. Exerceu o mandato de deputado federal constituinte pelo Rio Grande do Sul em 1934.